# Блошиный рынок
Блоши́ный ры́нок (нем. Flohmarkt, фр. Marché aux puces, англ. Flea market, Car boot sale, Swap meet, фин. Kirpputori) (разг. барахо́лка, балка, толкучий рынок, толкучка) — место, где люди продают и покупают старые, бывшие в употреблении или просто не пригодившиеся вещи. Также на блошином рынке продаются и покупаются антикварные вещи, предметы старины, предметы коллекционирования и прочие специфические товары по интересам. Товары, как правило, достаточно недорогие, а качество их зависит от нескольких факторов, например, таких как место изготовления, способ (вручную или на заводе), популярность предмета в настоящее время, а также от размеров самого блошиного рынка. Иногда цена товаров на блошином рынке может зависеть от средних цен по городу в целом. Название «блошиный рынок» пришло из французского языка.
Цена на товар на блошином рынке, как правило, не является окончательной, торговаться в таких местах вполне допустимо, таким образом можно добиться снижения стоимости покупки на 30—50 процентов.

## Текущее состояние
Большое количество блошиных рынков в сельской местности предлагает покупателям подержанные товары из вторых рук (так называемые товары секонд-хенд). Широкий выбор более новых и, как правило, недорогих вещей предлагают в основном городские рынки. Несколько десятилетий назад они использовались для продажи бутлегов различных товаров, фильмов или музыки, и даже контрафактной продукции: одежды, ботинок, сумок, парфюмерии и прочего. Их полуспонтанная природа, расположение зачастую в центре города под открытым небом и ориентированность на простых людей заметно отличает блошиные рынки от обычных магазинов. На некоторых блошиных рынках проходили концерты живой музыки и даже мини-карнавалы для того, чтобы привлечь покупателей. Также продолжают оставаться и варианты блошиных рынков, на которых торгуют именно предметами старины и просто ставшими ненужными вещами, на таких рынках нет постоянных торговых точек, а работают эти блошиные рынки, как правило, по выходным дням.
Некоторые телепередачи часто обращают внимание на подержанные вещи, которые покупают на подобных рынках, и (очень редко) бывает такое, что вещь стоит гораздо больше, чем за неё заплатил покупатель. Из популярных стоит отметить британскую программу «Antiques Roadshow», у которой уже появились аналоги в США, Канаде, Швеции и Нидерландах.
Рынки получили своё название от продаваемой старой одежды, которая вся была изъедена молью и кишела блохами. С конца XVII века подобные примечательные рынки на открытом воздухе в городе Сент-Уан стали организовываться со столами и скамейками на полях и в различных «рыночных скверах», где старьёвщики и тряпичники обменивали свой товар или продавали его за небольшие деньги. Часто такие рынки называют одним из возможных источников антисанитарии.
Культура «блошиных рынков» получила широкое распространение в Германии (там они называются Flohmarkt), в России и Белоруссии (барахолка, балка, толкучий рынок, толкучка и другие названия). В США также имеет место «гаражная распродажа» (garage sale), где в гараже или на лужайке около своего дома (обычно граничащих с тротуаром) недорого распродаётся ненужное имущество одного домохозяйства. Также в США, в том числе в Нью-Йорке, существуют и постоянные блошиные рынки.

## Известные блошиные рынки
Одним из первых блошиных рынков был, скорее всего, Marché aux puces в Сент-Уан (район Сена — Сен-Дени в северных пригородах Парижа). Это большой базар на огромной территории, один из четырёх подобных в Париже. Рынок основан в XIX веке и фактически представляет собой единый комплекс, состоящий из 14 отдельных рынков.
Крупнейшим в США блошиным рынком является Блошиный рынок в Сан-Хосе.
В Японии наибольшую известность имеет блошиный рынок Togo Shrine, расположенный в Токио. В этой стране, так же, как и в Европе, блошиные рынки популярны, и данный рынок далеко не единственный в Японии.
В России также существует несколько известных блошиных рынков. Наиболее известный и давно существующий блошиный рынок находится в районе железнодорожной платформы Удельная и одноимённой станции метро в Санкт-Петербурге. Рынок начал свою работу в «девяностые» (1990 г.), и с тех пор не прекращал её и не менял своё место расположения. Рынок на Удельной сочетает в себе элементы как традиционного блошиного рынка, на котором люди продают собственные переставшие быть нужными вещи, так и территорию постоянно расположенных там палаток и торговых точек, с которых распродаётся продукция промышленного производства.
В Москве наиболее известные блошиные рынки — это Измайловский вернисаж около станции метро «Партизанская» и рынок Левша, который несколько раз менял своё расположение и на данный момент находится в районе железнодорожной платформы Новоподрезково. Левша является одним из самых крупных блошиных рынков в России. В Подмосковье работают блошиные рынки возле станции Салтыковская в Балашихе (еженедельно) и около станции Болшево в Королёве (один раз в две недели).
В Феодосии, как и ряде других небольших городов, блошиный рынок соседствует с центральным городским рынком. Большинство продавцов присутствуют там только по выходным дням, несмотря на то, что сам рынок работает ежедневно.
На Урале известен блошиный рынок в Оренбурге.
Деятельность таких рынков в России никак не регулируется и фактически они являются нелегальными.

## Отношение общества к блошиным рынкам
В большинстве случаев, отношение к блошиным рынкам в тех странах, где они исторически существуют, варьируется от нейтрального до положительного. Но встречается и резко негативная оценка этого явления. Так, противники существования блошиных рынков называют их источником возможного распространения различных заболеваний, а также потенциально криминогенными местами.